# Duquesne (Missouri)
Duquesne è un comune degli Stati Uniti d'America, situato nello Stato del Missouri, nella contea di Jasper.